# Jaskinia Żarska
Jaskinia Żarska, Schronisko Żarskie Duże lub Zimna Grota Żarska  – jaskinia między południowymi krańcami wsi Żary i północnymi wsi Dubie w województwie małopolskim. Znajduje się w Wąwozie Żarskim w obrębie rezerwatu przyrody Dolina Racławki. Pod względem geograficznym jest to Dolina Racławki na Wyżynie Olkuskiej w obrębie Wyżyny Krakowsko-Częstochowskiej. Do jaskini prowadzi ścieżka edukacyjna.

## Opis jaskini
Jaskinia znajduje się w lesie zwanym Lasem Pisarskim w grupie skał o długości około 60 m. W tej samej grupie skał znajdują się jeszcze kilka jaskiń i schronisk: Jaskinia Żarska Górna, Schronisko Żarskie Pierwsze, Schronisko Żarskie Drugie, Schronisko Żarskie Trzecie, Schronisko Żarskie Czwarte i Schronisko Żarskie Małe. Nad dnem wąwozu znajduje się Jaskinia bez Nazwy. 
Długość jaskini wynosi 143 m, ale cała jaskinia składa się niemal wyłącznie z dużej i niskiej sali o wymiarach 14 × 16 m. Przez Kazimierza Kowalskiego była uważana za schronisko. Oprócz głównej sali posiada jednak krótkie, ciemne i ślepo zakończone korytarze. Do jej wnętrza prowadzą szerokie otwory, zatarasowane wielkimi blokami skalnymi.Jaskinia powstała na powierzchni styku ławicy nachylonej w głąb masywu skalnego. Szata naciekowa jest skąpa, zawiera tylko żebra i niewielkie stalaktyty. Namulisko gliniaste, przy wejściu do jaskini pokryte grubą warstwą liści.

## Historia poznania i eksploracji
Miejscowej ludności jaskinia znana była od dawna. W piśmiennictwie pierwsza wzmianka o niej pochodzi z roku 1878. W roku 1879 prowadzono tutaj badania, przekopując namulisko. Na południowym końcu sali wybrano dół o średnicy ok. 1,5 m i głębokości 2 m. Znaleziono 10-centymetrowej grubości warstwę węgla drzewnego i kawałki ceramiki, prawdopodobnie średniowiecznej. W 2008 r. duży fragment ceramiki znaleziono również w jednym z bocznych korytarzy i we wnękach sali. Znaleziono także wyroby krzemienne, a w jednej z wnęk róg tura. W 2011 r. archeolodzy znów w jaskini rozpoczęli badania. Wykonano wykop badawczy na tarasie przed jaskinią i przesiewano namulisko sali. Stwierdzono istnienie kilku poziomów osadniczych, najstarszy z okresu neolitu, następne z okresu kultury przeworskiej, okresu średniowiecznego i nowożytnego. Znaleziono duże ilości fragmentów ceramiki, kości zwierzęce i jeden krąg ludzki. Były to tylko badania rekonesansowe, można przypuszczać, że w jaskini tej jeszcze wiele jest do odkrycia.
Na początku XXI wieku grotołazi rozpoczęli odgruzowywanie bocznych korytarzy. Po raz pierwszy jaskinię zinwentaryzował K. Kowalski w 1946 r. Najnowszą dokumentację opracowali w 2008 r. M. Szelerewicz, A. Górny, A. Kurek i M. Pruc. Plan jaskini opracował M. Szelerewicz.

## Szlak turystyczny
żółta, geologiczna ścieżka dydaktyczna w postaci zamkniętej pętli. Od parkingu w Dubiu Wąwozem Żarskim do Doliny Szklarki i z powrotem (inną trasą). 8 przystanków.

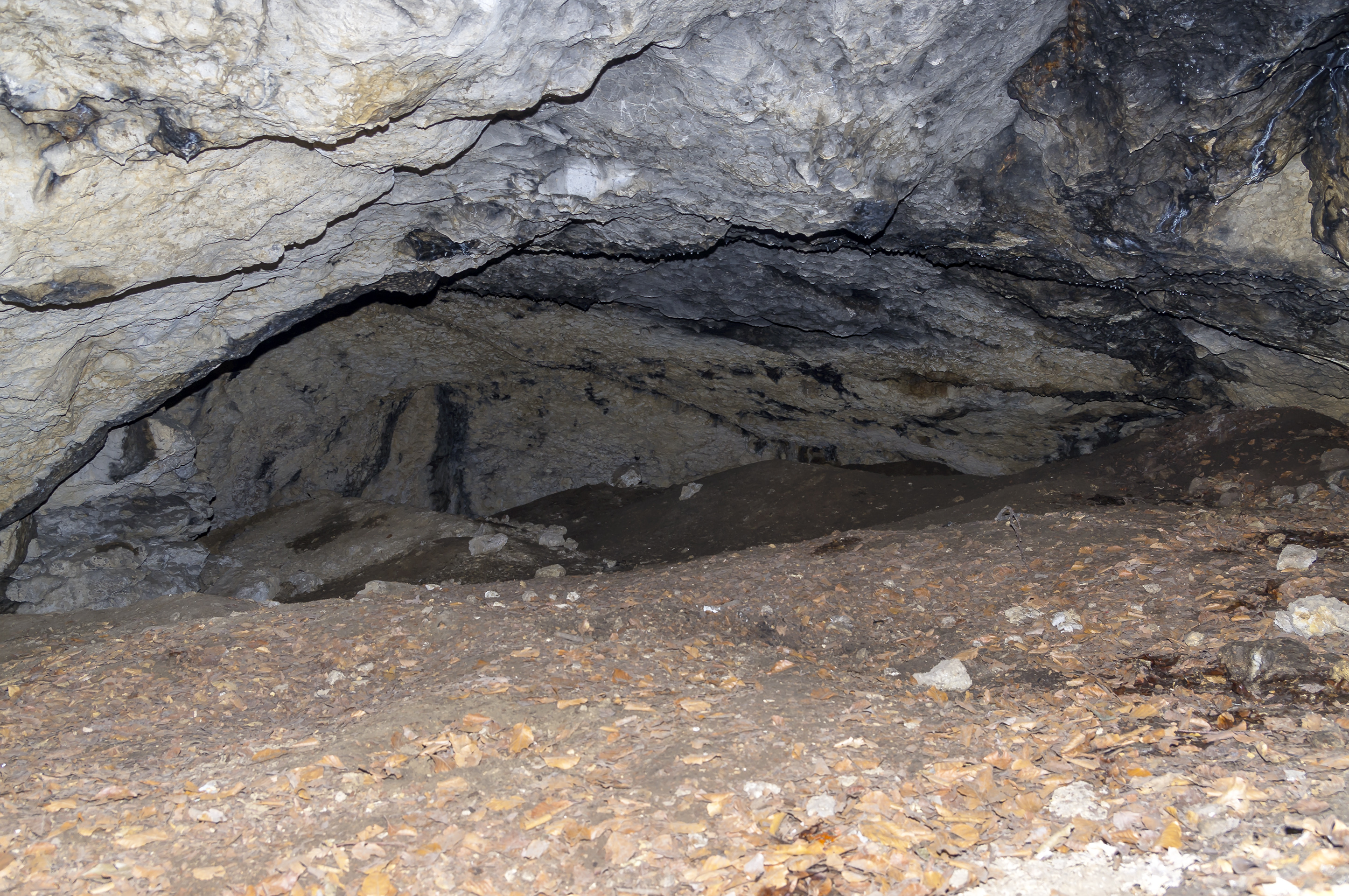
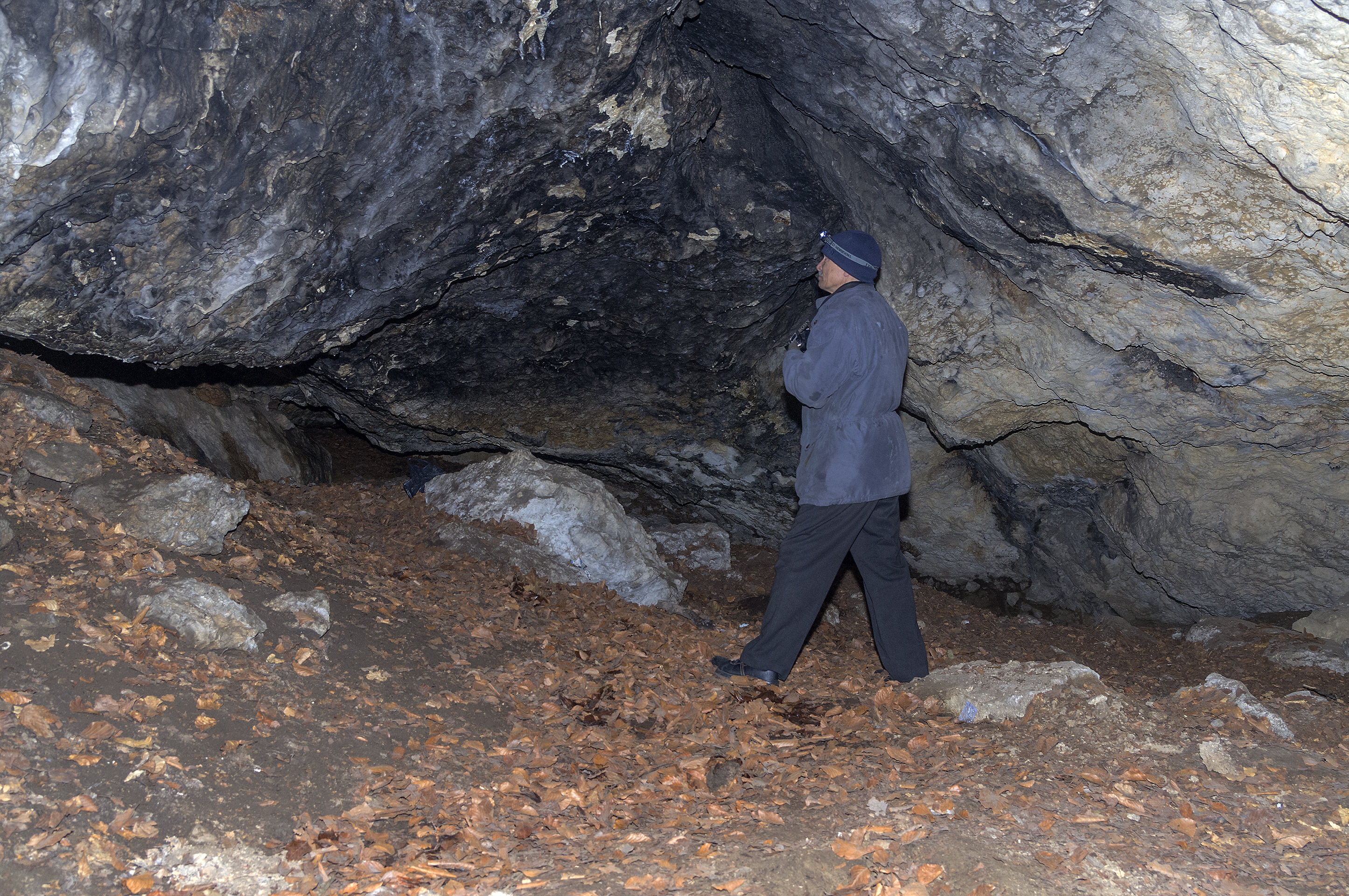
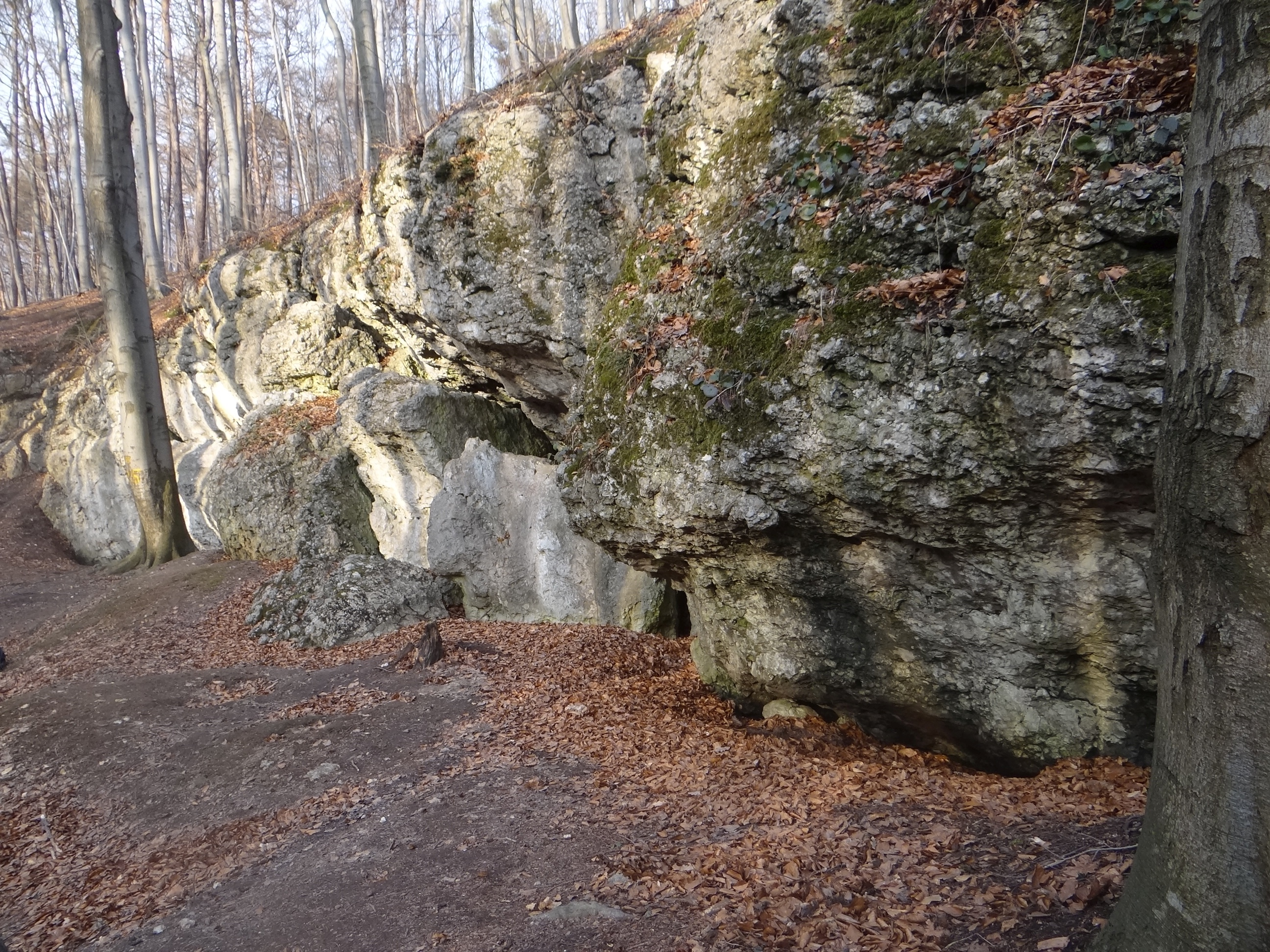
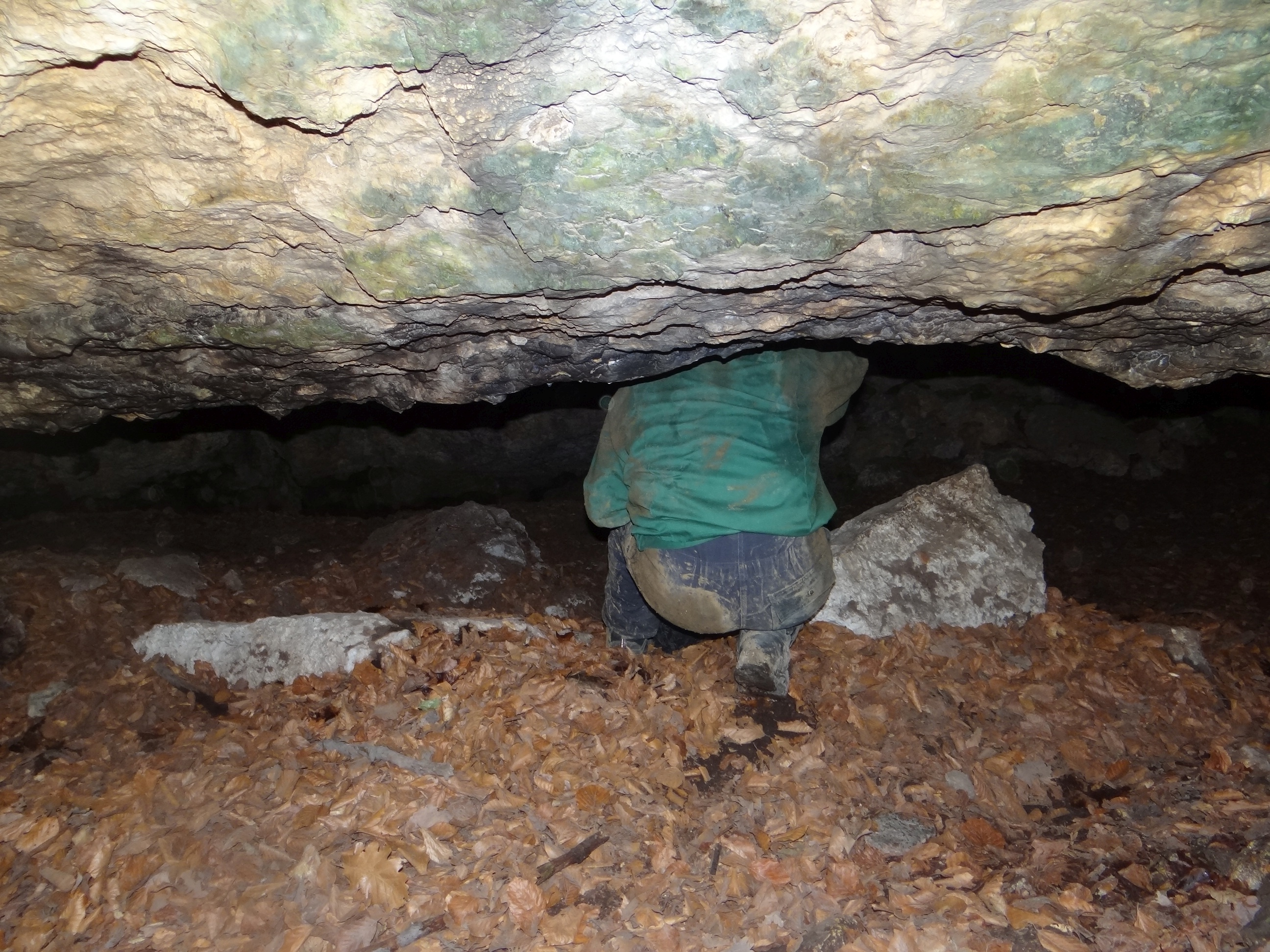
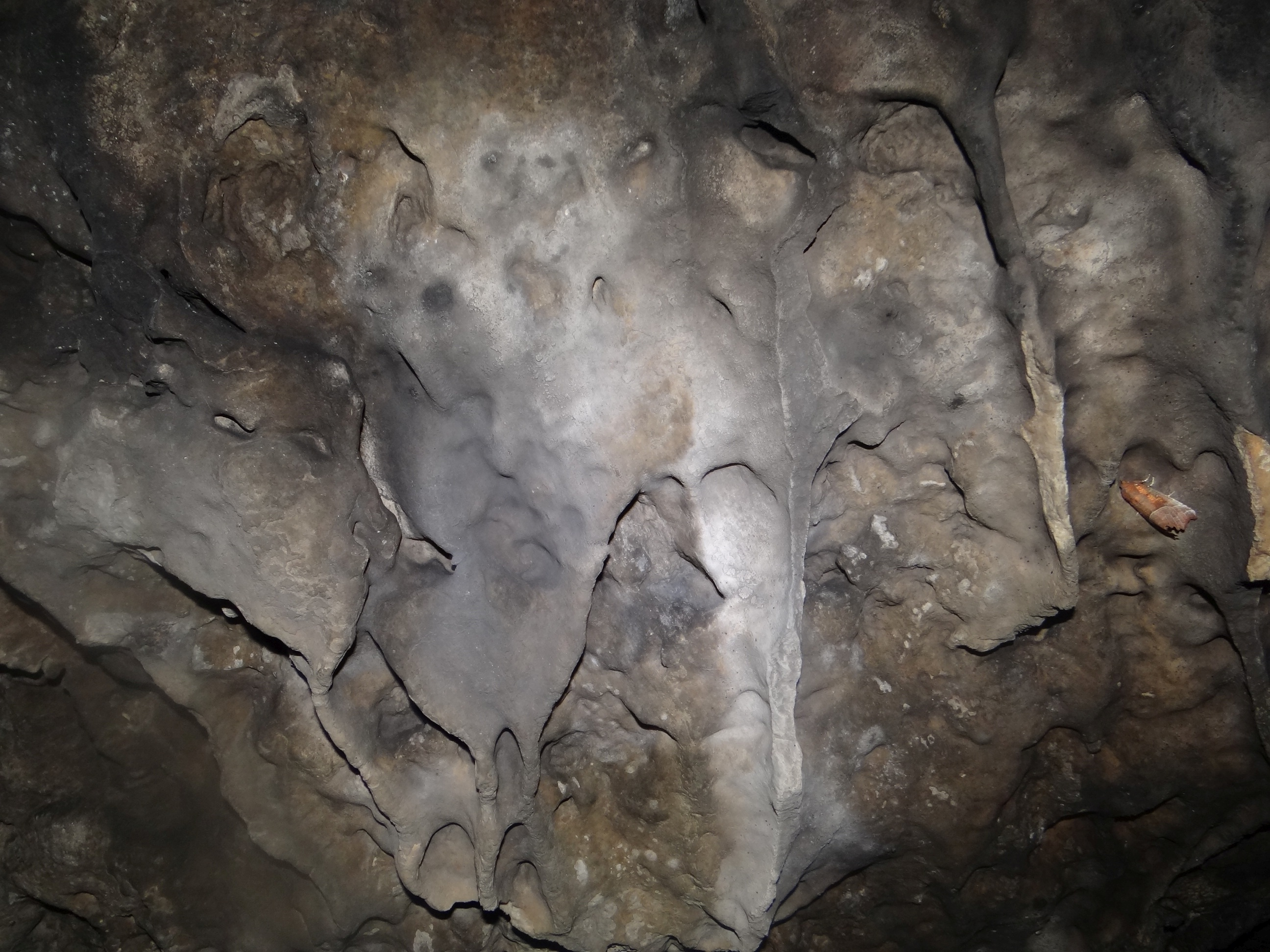
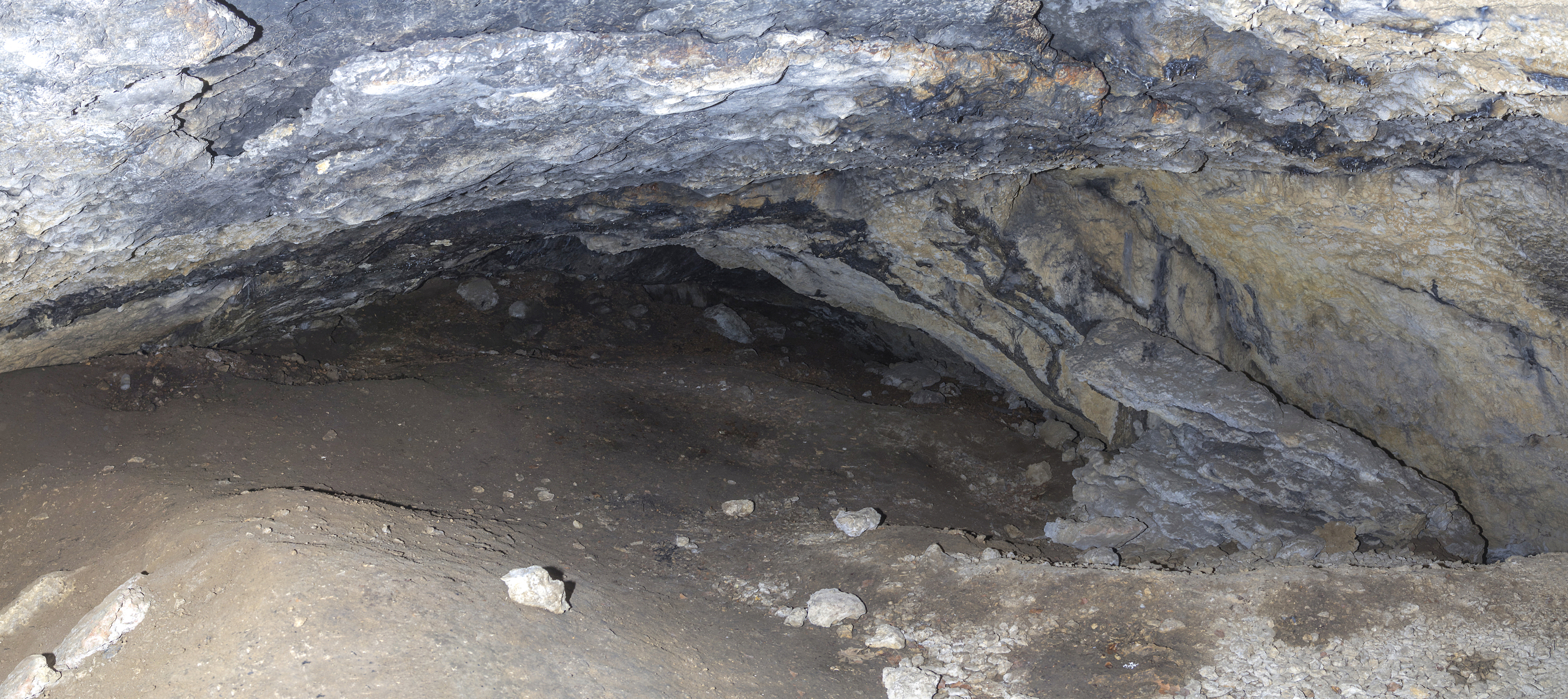